# Queréndaro, Zinapécuaro
Queréndaro är en ort i Mexiko.   Den ligger i kommunen Zinapécuaro och delstaten Michoacán de Ocampo, i den södra delen av landet, 200 km väster om huvudstaden Mexico City. Queréndaro ligger 1 845 meter över havet och antalet invånare är 8 770.
Terrängen runt Queréndaro är huvudsakligen platt, men österut är den kuperad. Runt Queréndaro är det ganska tätbefolkat, med 86 invånare per kvadratkilometer. Närmaste större samhälle är Zinapécuaro, 12,8 km öster om Queréndaro. Trakten runt Queréndaro består till största delen av jordbruksmark.